# Magnus Cato
Magnus Cato, švedski rokometaš, * 30. junij 1967, Gothenburg.
Leta 1992 je na poletnih olimpijskih igrah v Barceloni v sestavi švedske reprezentance osvojil srebrno olimpijsko medaljo.